# Kamikitayama (Nara)
Kamikitayama (上北山村 Kamikitayama-mura?) es un municipio situado en el distrito de Yoshino, en la prefectura de Nara, Japón. Tiene una población estimada, en diciembre de 2023, de 399 habitantes.
Es una zona rodeada de montañas. Los pueblos están dispersos a lo largo del río Kitayama, que fluye hacia el sur. La superficie total es de 274.05 km² y la superficie forestal es de 257.68 km², lo que representa el 97% del área total.

## Geografía

### Municipios circundantes
- Prefectura de Nara
  - Gojō
  - Shimokitayama
  - Totsukawa
  - Kawakami
  - Tenkawa
- Prefectura de Mie
  - Kumano
  - Owase
  - Kihoku
  - Ōdai

## Demografía
Según datos del censo japonés, la población de Kamikitayama ha disminuido en los últimos años:
| Año del censo | Población |
| ------------- | --------- |
| 1995          | 1023      |
| 2000          | 915       |
| 2005          | 802       |
| 2010          | 683       |
| 2015          | 512       |
| 2023 (est.)   | 399       |

## Localidades
- Kawai
- Kotochi
- Shirakawa